# یواس‌اس باربت (ای‌ام‌سی-۳۸)
یواس‌اس باربت (ای‌ام‌سی-۳۸) (به انگلیسی: USS Barbet (AMc-38)) یک کشتی بود که طول آن ۹۷ فوت ۵ اینچ (۲۹٫۶۹ متر) بود. این کشتی در سال ۱۹۴۱ ساخته شد.